# Qui êtes-vous, Polly Maggoo ?
Qui êtes-vous, Polly Maggoo? (¿Quién es usted, Polly Magoo?) es una película satírica francesa en blanco y negro dirigida por el fotógrafo estadounidense William Klein en 1966 y protagonizada por la modelo Dorothy McGowan y el actor Philippe Noiret.

## Argumento
Para un programa de televisión, un periodista (Philippe Noiret) entrevista a la top model Polly Maggoo (Dorothy Mac Gowan) de la que está enamorado el príncipe heredero del pequeño país de Borodine.

## Comentarios
Esta comedia sobre el mundo de la alta costura es, junto con Mr. Freedom, una de las obras cinematográficas más conocidas de su autor.
La película obtuvo el Premio Jean Vigo en 1967.
En 2005 fue editada en DVD por ARTE con la colaboración del CNC (Centre national de la cinématographie).